# Tinryland
Tinryland är en ort i republiken Irland. Den ligger i den centrala delen av landet, 70 km sydväst om huvudstaden Dublin. Tinryland ligger 81 meter över havet och antalet invånare är 418.
Terrängen runt Tinryland är huvudsakligen platt, men västerut är den kuperad.Runt Tinryland är det ganska glesbefolkat, med 23 invånare per kvadratkilometer. Närmaste större samhälle är Carlow, 5,2 km norr om Tinryland. Trakten runt Tinryland består till största delen av jordbruksmark.